# Kreyo (Randudongkal)
Kreyo is een bestuurslaag in het regentschap Pemalang van de provincie Midden-Java, Indonesië. Kreyo telt 5569 inwoners (volkstelling 2010).